# Henri-Chapelle
Henri-Chapelle (en neerlandès Hendrik-Kapelle, en limburguès Kapel, en való Hinri-Tchapele) és una entitat del municipi de Welkenraedt, a la província de Lieja de la regió valona de Bèlgica. Fins al 1977 era un municipi independent. Es troba a l'altiplà d'Herve, un terra molt ric. Els rius Berwijn i Gulp hi neixen. El 31 de desembre de 2007 comptava 2115 habitants.
Feia part del feu de Baelen, una de les cinc jurisdiccions del Ducat de Limburg, del qual depenia fins a l'ocupació francesa de 1795. El 1445 va esdevenir una parròquia independent de Baelen. De 1817 sota l'administració neerlandesa fins a 1855 era la seu del districte, que va ser transferida a Limbourg. El 23 de maig de 1940 va ser annexat per Alemanya, com que segons la propaganda nazi els habitants eren considerats com Volksdeutschen, el que volia dir persones de «raça alemanya autèntica i històrica» que vivien en territoris que pertanyien de dret al Reich. L'1 de gener de 1977 fusionà amb Welkenraedt.
Avui com ahir, la principal activitat econòmica del poble queda l'agricultura. De 1815 fins a 1919 tenia una certa importància administrativa, com que hi havia una oficina de duana a la carretera Carlemany (N3) Lieja-Aquisgrà, que a aquesta època era la carretera comercial més important entre la conca industrial de Lieja i Prússia. Després del tractat de Versalles, el municipi veí de Moresnet va esdevenir la frontera.

## Llengua
Tot i fer part de la Comunitat Francesa de Bèlgica des de 1963, molta gent gran encara parla un dialecte fronterer germànic dit ripuàric. Es troba al límit de tres llengües: el francès, el neerlandès i l'alemany. L'origen germànic de la llengua del poble est troba en molts topònims: Gulpen, Auweg, Ruijff, Lekker, Kinkenweg, Hockelbach…. Tot i no ésser cap municipi amb facilitats lingüístiques es podrien acordar facilitats per a la minoria de parla neerlandesa o alemanya, si l'ajuntament el domanès.

## Llocs d'interès
- Església Sant-Jordi
- El museu del camí, una reconstrucció de sis trams de camí, de la qual el més vell és un camí romà.
- Font del Gulp
- Cementiri americà d'Henri-Chapelle Cementiri i mausoleu amb 7992 sepulcres de militars americans caiguts a la batalla de les Ardenes i a l'ofensiva de penetració d'Alemanya
- Castell de Baelen.
- Castell de Ruyff

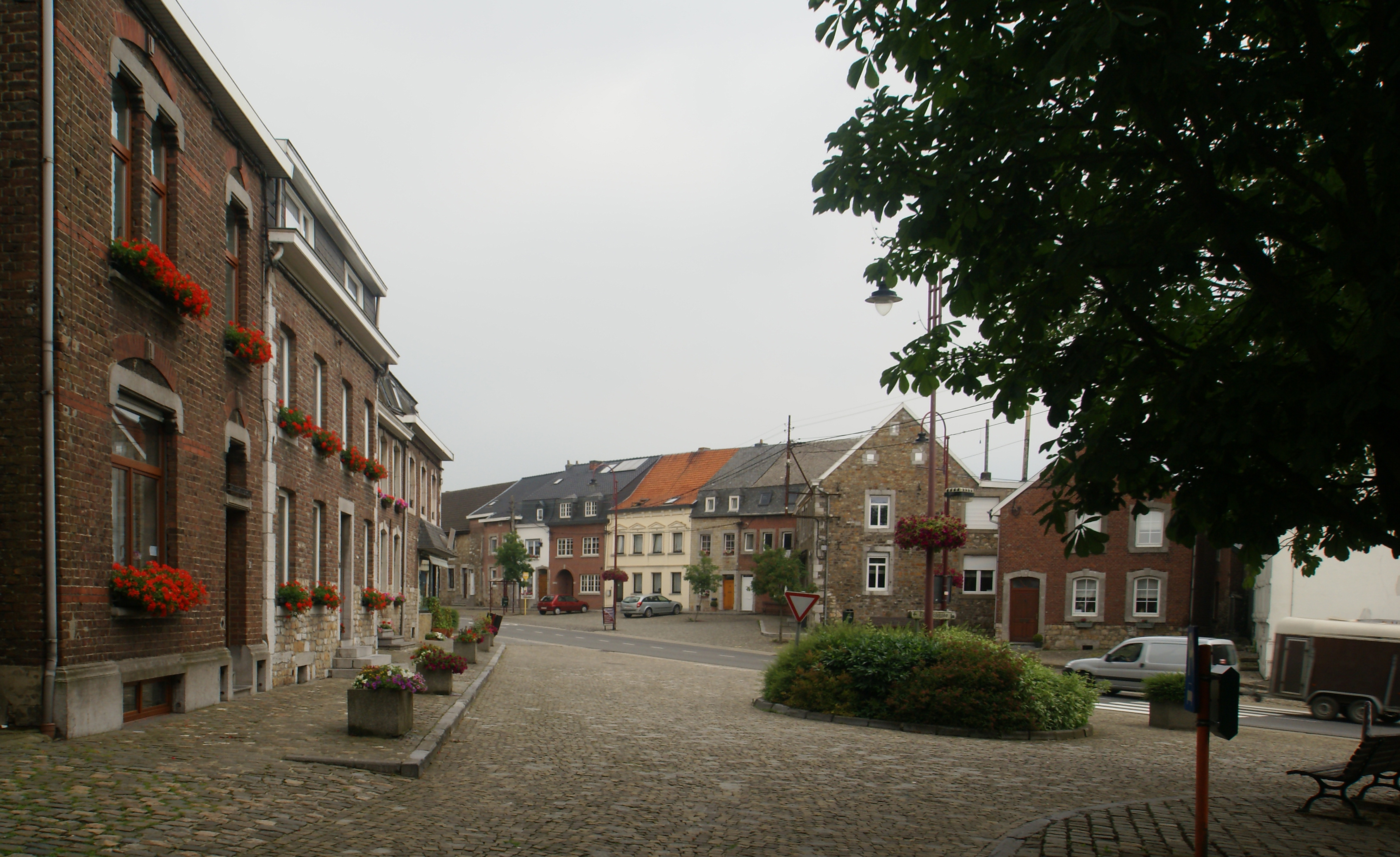
El centre del poble
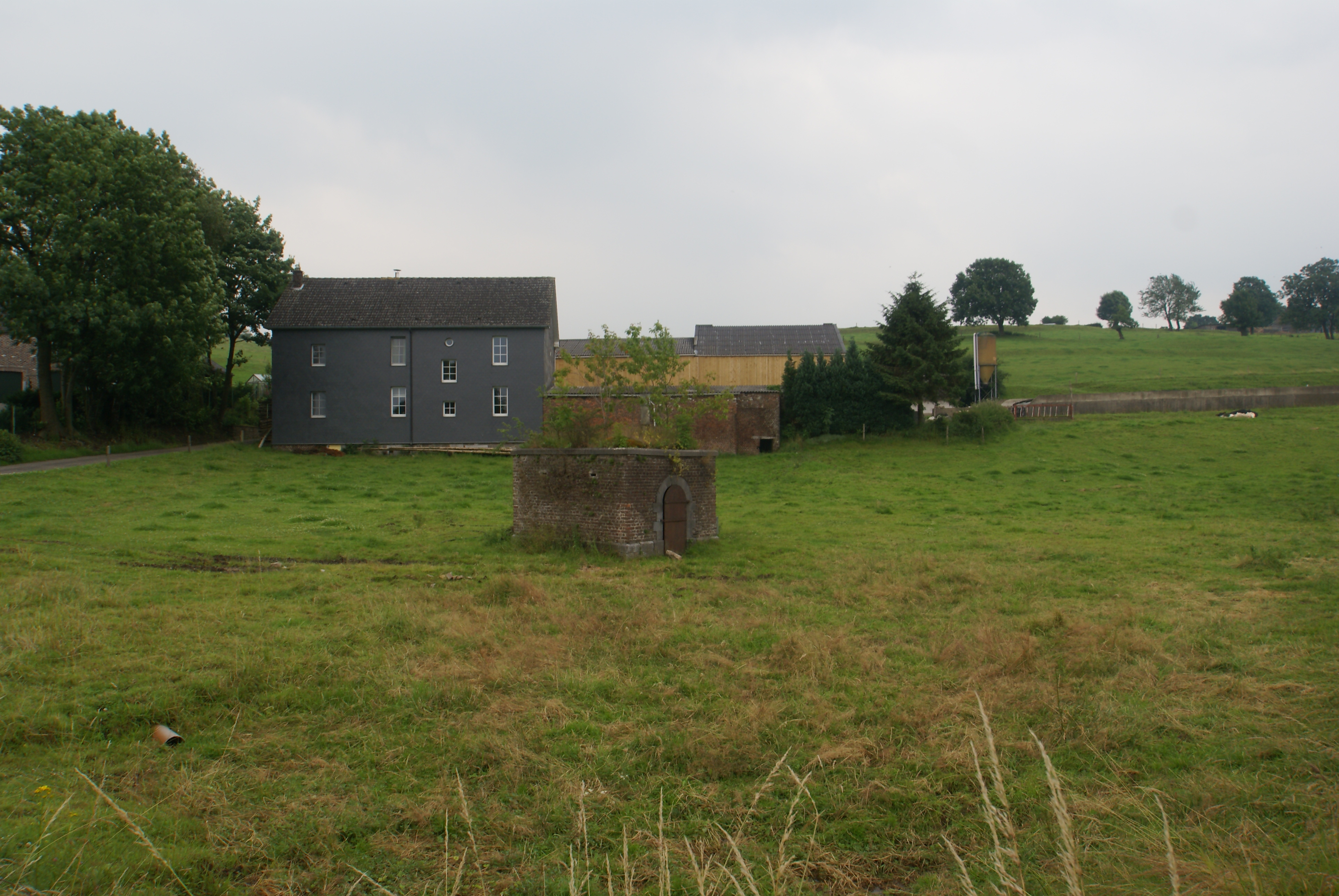
La font del Gulp
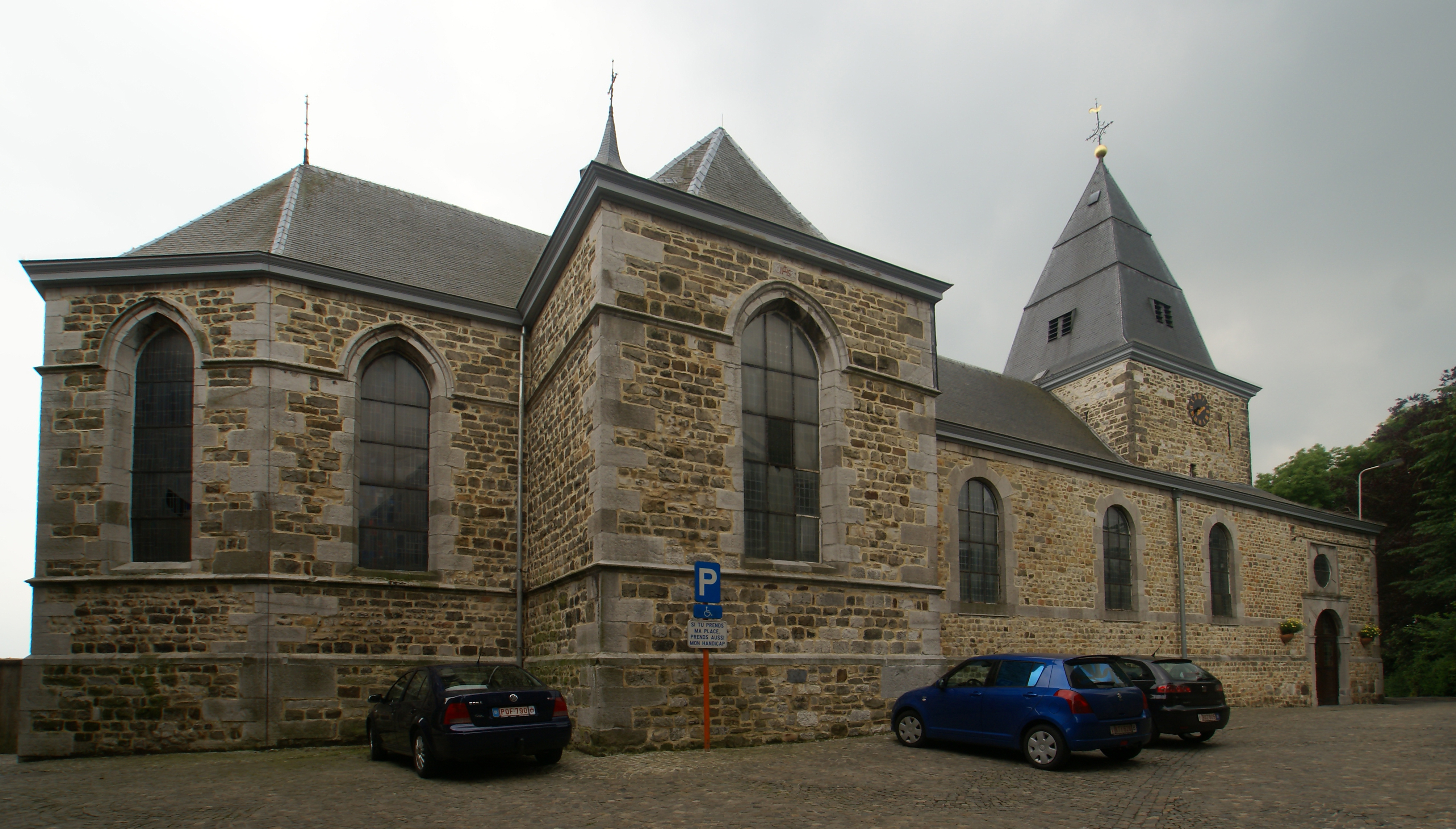
Església Sant Jordi
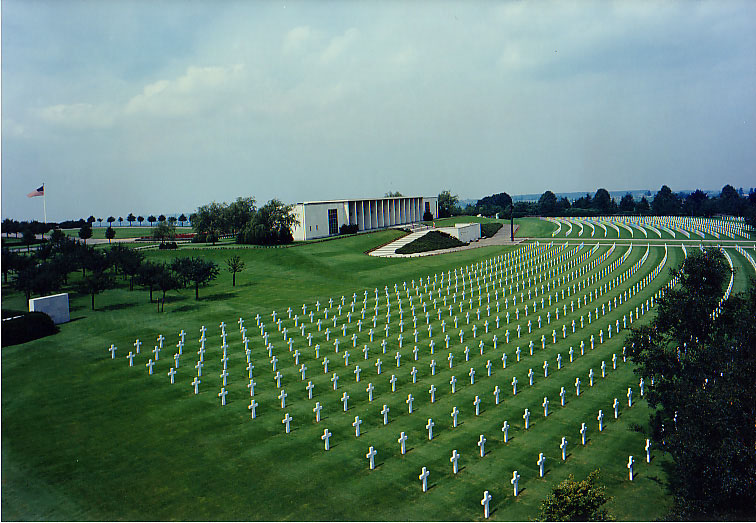
Cementiri americà d'Henri-Chapelle